# Liste der Baudenkmale in Helmstedt
In der Liste der Baudenkmale in Helmstedt sind alle Baudenkmale der niedersächsischen Stadt Helmstedt aufgelistet. Die Quelle der Baudenkmale ist der Denkmalatlas Niedersachsen. Der Stand der Liste ist der 21. November 2022.

## Allgemein
In den Spalten befinden sich folgende Informationen:
- Lage: die Adresse des Baudenkmales und die geographischen Koordinaten. Kartenansicht, um Koordinaten zu setzen. In der Kartenansicht sind Baudenkmale ohne Koordinaten mit einem roten Marker dargestellt und können in der Karte gesetzt werden. Baudenkmale ohne Bild sind mit einem blauen Marker gekennzeichnet, Baudenkmale mit Bild mit einem grünen Marker.
- Bezeichnung: Bezeichnung des Baudenkmales
- Beschreibung: die Beschreibung des Baudenkmales. Unter § 3 Abs. 2 NDSchG werden Einzeldenkmale und unter § 3 Abs. 3 NDSchG Gruppen baulicher Anlagen und deren Bestandteile ausgewiesen.
- ID: die Objekt-ID des Baudenkmales
- Bild: ein Bild des Baudenkmales, ggf. zusätzlich mit einem Link zu weiteren Fotos des Baudenkmals im Medienarchiv Wikimedia Commons. Wenn man auf das Kamerasymbol klickt, können Fotos zu Baudenkmalen aus dieser Liste hochgeladen werden:

## Aufteilung
Aufgrund der großen Anzahl an Baudenkmalen wurden mehrere Teillisten erstellt:
| Liste                                                          | Bereich |
| -------------------------------------------------------------- | --- |
| Liste der Baudenkmale in Helmstedt – Innenstadt Strassen A – K | Straßen in der Kernstadt innerhalb des Wallringes (Batteriewall, Schützenwall, Langer Wall, Kleiner Wall) beginnend mit A – K |
| Liste der Baudenkmale in Helmstedt – Innenstadt Strassen L – Z | Straßen in der Kernstadt innerhalb des Wallringes (Batteriewall, Schützenwall, Langer Wall, Kleiner Wall) beginnend mit L – Z |
| Liste der Baudenkmale in Helmstedt – Äußere Innenstadt         | Straßen in der Kernstadt außerhalb des Wallringes (Batteriewall, Schützenwall, Langer Wall, Kleiner Wall)                     |
| Liste der Baudenkmale in Helmstedt                             | Straßen außerhalb der Kernstadt in den übrigen Ortsteilen                                                                     |

## Bad Helmstedt
| Lage                                      | Bezeichnung                  | Beschreibung | ID       | Bild           |
| ----------------------------------------- | ---------------------------- | --- | -------- | -------------- |
| Am Burgberge 52° 14′ 0″ N, 11° 3′ 28″ O   | Brunnenhaus                  | Kleiner aus rustiziertem Sandsteinmauerwerk errichteter Bau unter Satteldach mit unter der Hauptdachfläche abgeschlepptem Vorbau im Süden. Hochliegende zweiflügelige Holzfenster mit hölzernen Klappläden. Rundbogiger Eingang auf der östlichen Giebelseite mit Datierung im Scheitelstein 1924. Am Westgiebel ein sich nach oben verjüngender Schornstein. Quellenhaus, „Waldfrieden“ aufgegeben und Schacht verfüllt. | 37135726 |                |
| Am Burgberge 52° 14′ 5″ N, 11° 3′ 40″ O   | Brunnenhaus                  | Kleiner, hoher Ziegelbau unter Satteldach mit hohen schmalen Fenstern und Fensterläden an den Traufseiten, Eingang im Süden. Entlang der Ortgänge Verzierungen durch Dreiecksmauerung (Beitelmauerwerk). Traufgesimse abgetreppt. An westlichen Fassade bis zur Hälfte der Traufhöhe ein Anbau unter Pultdach mit separatem Eingang im Süden. Im Inneren wesentliche Merkmale erhalten, der eingetiefte Schacht, von dem das Pumpenrohr bis zum Grundwasserspiegel abgesenkt wurde. Die Decke des Raumes besteht aus einer Holzverschalung mit hölzernen Klappen in den Dachraum. | 37135749 | BW             |
| Brunnenweg 52° 14′ 6″ N, 11° 3′ 30″ O     | Skulptur                     | Freistehende Plastik des Berliner Bären nördlich des Quellenhofteichs, auf quadratischem kleinen Sockel auf einem schlichten hohen viereckigen Postament, in Blumenbeet in der Mitte eines kleinen Platzes nördlich des Quellenhofteichs. Das Tier steht auf seinen Hinterpfoten, hat die linke Pranke vor seinem Bauch, den rechten Vorderfuß streckt er leicht abgewinkelt aus. Postament und Plastik sind in Beton ausgeführt und in derselben grauen Farbe angemalt, stellenweise ist das Fell, insbesondere am Hals und an den Oberschenkeln modelliert. Der Bär ist circa 1,50, das Postament circa 1,30 Meter hoch. | 37376175 | Weitere Bilder |
| Brunnenweg 52° 14′ 8″ N, 11° 3′ 31″ O     | Gefallenendenkmal            | Löwen-Denkmal im ehemaligen Kurpark für die Gefallenen des Deutsch-Französischen Krieges 1870/71. Vom Hofbildhauer Theodor Strümpel 1872. Vom Braunschweiger Kommerzienrat Friedrich Wilhelm Schöttler gestiftet und am 27. Oktober 1872 eingeweiht. Die beiden Längsseiten enthalten die Namen aller gefallenen Soldaten des Herzogtums Braunschweig. | 32696158 |                |
| Brunnenweg 6c 52° 14′ 14″ N, 11° 3′ 42″ O | Backhaus                     | Traufständiger Bau von 1875 auf Hausteinsockel, 1899 aufgestockt. Ausgebautes DG mit Drempel unter Satteldach in Hohlpfannendeckung. EG in sichtbarem Bruchsteinmauerwerk erbaut, Zugang am Ostgiebel zwischen zwei Segmentbogenfenstern. Leicht vorkragendes OG tief eingekerbte Balkenköpfe und in Fachwerk gestaltet. OG des Westgiebels mit Hohlpfannen bedeckt. | 32696216 | BW             |
| Brunnenweg 7 52° 14′ 12″ N, 11° 3′ 48″ O  | Theater                      | Freistehender Bau in Ost–West–Ausrichtung. Verputzter Massivbau in neoklassizistischen Formen unter Satteldach. Mittiges Bühnenhaus und Zuschauerraum über drei Geschosse. An Hauptfassade im Westen leicht vorkragender dreiachsiger Mittelrisalit als Eingangsvorbau mit hohen Rundbogenfenstern und abschließendem Dreiecksgiebel mit mittigem Halbrundfenster. Vorbauten an beiden Längsseiten, im Süden mit Zwerchgiebel. EG ist vorwiegend mit Rundbogentüren beziehungsweise –fenstern versehen. | 32696197 | Weitere Bilder |
| Brunnenweg 7 52° 14′ 10″ N, 11° 3′ 47″ O  | Terrassenanlage              | | 43166217 | BW             |
| Brunnenweg 7a 52° 14′ 11″ N, 11° 3′ 52″ O | Badehaus                     | Giebelständiger zweigeschossiger freistehender Fachwerkbau vollständig mit Kunststoff verkleidet, Sockel mit Travertin. Satteldach in Hohlpfannendeckung im Norden abgewalmt. Fünf bis sechs Dachhäuschen pro Längsseite. Fenster mit Holzeinfassungen und –verdachungen. Im Süden moderner Anbau mit Dachterrasse. | 32696177 | BW             |
| Brunnenweg 8 52° 14′ 12″ N, 11° 4′ 2″ O   | Villa                        | Freistehender Bau in Hanglage, zur Straße Einfriedung der Böschung mit Steinmauer und Stahleisengitter mit floralen Elementen des Jugendstils und geschwungenen Eisenstäben. Zweigeschossiger verputzter Massivbau auf niveauausgleichendem, mehrfach versetztem Sockel. Ausgebautes DG mit Fachwerkdrempel. Walmdach in Falzziegeln gedeckt. Nach Westen anschließendes niedrigeres Walmdach. Jede Fassade ist andersartig gestaltet, an der Hauptfassade ein außermittiger Mittelrisalit mit Ziergiebelabschluss und flachem polygonalem Altan. Altan an Rückfassade. An Südwestecke über Eck gestellter Erker über die Erdgeschosshöhe hinweg unter Glockendächern. Verschiedene Fensterformen mit profilierter Einfassung in Putz. Rückwärtig moderner Anbau, im Osten ehemalige Holzveranda. | 32696315 | BW             |
| Brunnenweg 17 52° 14′ 10″ N, 11° 4′ 9″ O  | Grab des Forstmeisters Alers | Grabstätte des Forstmeisters Alers im Wald in Nähe der ehemaligen Oberen Holzmühle am östlichen Ufer des Clarabad–Teiches. Auf in Rundbogen abschließenden Grabstein Inschrift in Stein, darüber ein Ehrenkranz mit Schleife. Grabstein auf rechteckigen profilierten Sockel. Grabstätte mit niedrigerSteineinfriedung, mit Eisengitter mit floralen Elementen. | 32696275 |                |
| Brunnenweg 20 52° 14′ 2″ N, 11° 3′ 23″ O  | Hotel Haus Pluderbusch       | Hinter Vorgarten freistehende traufständige Villa, die ursprünglich als Doppelvilla konzipiert war. Eingeschossiger Massivbau auf Hausteinsockel verputzt. Eingang am Ostgiebel. DG mit Drempel in Fachwerk unter Satteldach in Betondachsteindeckung ist ausgebaut, jeweils vier Dachhäuschen an den Langflächen. Die Segmentbogenfenster mit profilierter Einfassung. 1873 als Villa Cottage für den Kommerzienrat Herr Schöttler vom Maurer Germer errichtet, 1895 hölzerne, offene Veranda angebaut, 1921 im Westen die zweigeschossige Erweiterung unter Zeltdach in Biberschwanzdeckung hinzugefügt. | 32696294 | BW             |

## Barmke
| Lage                                            | Bezeichnung                 | Beschreibung | ID       | Bild           |
| ----------------------------------------------- | --------------------------- | --- | -------- | -------------- |
| Dorfplatz 2 52° 16′ 10″ N, 10° 56′ 46″ O        | Wohnhaus                    | Zweigeschossiger, stockwerksweise abgezimmerter freistehender Fachwerkbau auf Hausteinsockel aus der Mitte des 18. Jh. mit Erweiterungen um fünf Gefache nach Westen und zwei Gefache nach Osten. Die Ausfachung ist auf beiden Längsseiten verputzt. Der Eingang in der Südfassade lag ursprünglich mittig. Der dahinter liegende Querflur teilte den Grundriss des Hauses. Von dem Querflur aus zugänglich liegt auf der Südseite des Hauses ein kleiner Keller aus Bruchsteinmauerwerk mit einem Tonnengewölbe. Im Krüppelwalmdach in Hohlpfannendeckung wurden an der Südseite später zwei Dachgauben eingebaut. Beide Giebelfassaden sind mit Hohlpfannendeckung verkleidet, im Westen ein kleiner Anbau. Das hofseitige EG östlich der Haustür wurde massiv ersetzt und in Fachwerkimitation bemalt. Ansonsten sind die Gefüge bis auf Fenstervergrößerungen kaum verändert. | 32696881 | BW             |
| Dorfplatz 2 52° 16′ 10″ N, 10° 56′ 45″ O        | Stall                       | Der schlichte Ziegelbau, ein Stalltrakt an der westlichen Seite der Hofanlage ist zum Loopgraben hin giebelständig. Im Westen ist er mit dem älteren Nordflügel der Scheune verbunden. Der Stall weist im Kern noch einige wenige ältere Teile auf. | 32696937 | BW             |
| Dorfplatz 2 52° 16′ 11″ N, 10° 56′ 46″ O        | Scheune                     | Im Osten frei stehende, im Westen mit einer nachträglichen Abschleppung mit einem jüngeren Stalltrakt verbundene Fachwerkscheune unter Halbwalmdach mit kleinem Vorbau unter Satteldach am Ostgiebel. Auf der Innenseite der Giebelwand der Scheune ist in den Lehmputz die Jahreszahl 1763 eingekratzt. Wandständerkonstruktion mit einer Längsdurchfahrt mit historischem Feldsteinpflaster an der hofseitigen Traufseite ausgeführt. Scheunenraum durch Querwand in zwei Fache geteilt. Kehlbalkendach mit einfach stehenden Stuhl. Das Eckgefache der Scheune sind wie auch im Vorbau durch dekorative K-Streben ausgesteift. Sämtliche Hölzer des konstruktiven Fachwerks sind aus Eichenholz. | 32696909 | BW             |
| Dorfplatz 2 52° 16′ 10″ N, 10° 56′ 46″ O        | Hofpflasterung              | Hoffläche einer dreiflügeligen Hofanlage, teilweise mit ursprünglichem Feldsteinpflaster. | 32697018 | BW             |
| Dorfplatz 2 52° 16′ 10″ N, 10° 56′ 47″ O        | Einfriedung                 | Circa zwei Meter hohe Einfriedung in sichtbarem Backsteinmauerwerk, mit drei Sandsteintorpfeilern, die Eingang und Toreinfahrt abgrenzen, diejenigen der Toreinfahrt mit Prellsteinen. Sie enden in die Mauer überragende Kapitelle in Formen der Renaissance. Das schmiedeeiserne Tor weist florale Schmuckelemente wie die Zinnen krönende Lilien und eine Pferdebüste auf. | 32696997 | BW             |
| Dorfplatz 4 52° 16′ 9″ N, 10° 56′ 44″ O         | Wohnhaus                    | Zweigeschossiger Fachwerkbau in Stockwerksbauweise auf Quadersockel mit Eckverquaderung. Das teilunterkellerte Eckgebäude ist zum Dorfplatz hin giebelständig. Das Satteldach ist mit Krempziegeln gedeckt. Die Nordfassade ist verputzt und im OG der östlichen Hälfte mit senkrechten Holzbrettern verschalt, im EG massiv vorgemauert. Die Südfassade zur Hofanlage hin zeigt das Fachwerk mit unverputzter Backsteinausfachung. Das Gefüge wurde durch Fenstervergrößerungen verändert, im EG zum Teil massiv ersetzt. Fenstereinbauten im EG und Haustür wurden um 1900 eingesetzt. In dieser Zeit erfolgte wohl auch die Erweiterung nach Osten mit polygonalem Abschluss unter Zeltdach in Biberschwanzdeckung und Dachhäuschen zur Straße hin. Der Anbau ist im EG massiv und ebenfalls mit Eckverquaderung, das OG zeigt Fachwerk mit verputzter Backsteinausfachung. Das Tor der Nordfassade in Sandsteinmauerwerk verweist im Giebel auf das Jahr der Errichtung, 1832. An der Schwelle des OG die Inschrift: „...Johann Andreas Christoph Schünemann und Anna Sophia geborene Seelecke. Gebauet im Vertrauen auf Gott und zeitlich und ewiges Glück am 10. August des Jahres 1832.“ | 32696387 | BW             |
| Dorfplatz 4 52° 16′ 9″ N, 10° 56′ 45″ O         | Toreinfahrt                 | Toreinfahrt mit drei Torpfeilern auf leicht vorkragender Basis aus Sandsteinquadern, die zwei nördlichen fassen eine heute erneuerte hölzerne Eingangstür zusammen, die von Türlaibungen und -sturz in Sandstein umrahmt wird. Zwei erhaltene Kapitelle des nördlichsten und südlichen Pfeilers in Formen der Renaissance. Auf Fußbodenniveau der Einfahrt Prellsteine, die auf Höhe der Basis der Pfeiler enden. | 32697093 | BW             |
| Dorfplatz 4 52° 16′ 9″ N, 10° 56′ 45″ O         | Scheune                     | Die Scheune der Hofanlage ist zum Dorfplatz traufständig. Die nördliche Hälfte ist zwei-, die südliche eingeschossig. Hofseitig zeigt die Fassade Fachwerk, hier Wagenschauer. Nord-, Ost- und Südfassade sind in verputztem Bruchsteinmauerwerk mit Eckverquaderung gebaut. Die Satteldächer sind in Krempziegeln gedeckt, ebenso der Südgiebel. Datum der Errichtung und Initialen „C.Sch./S.Sch./9.11./1871“ stehen am nördlichen, runden Torbogen in Sandsteinmauerwerk an der Straßenfassade, darüber ein Zwerchhaus mit Krüppelwalmdach in Biberschwanzdeckung. Eine Schleppgaube straßenseitig im nördlichen Satteldach, im südlichen ein hölzerner Dacherker über einem hölzernen, rechteckigen, breiten Tor. Nördlich davon eine kleine hölzerne rundbogige Eingangstür. An frei stehendem Nordgiebel sowie am Giebel des Zwerchhauses kleine Rundfenster. | 32697075 | BW             |
| Dorfplatz 4 52° 16′ 9″ N, 10° 56′ 43″ O         | Scheune                     | Zweigeschossiger Westflügel der Hofanlage unter Satteldach in Krempziegeldeckung, zum Hof hin außermittig ein Dacherker in Fachwerk, Fachwerk ebenso im OG, im massiv in Haustein und teilweise Ziegeln erbauten EG hölzerne Tore und Türen. Datum und Initialen an einem Torbogen: 1864, Ch.Sch. | 32697039 | BW             |
| Dorfplatz 4 52° 16′ 9″ N, 10° 56′ 43″ O         | Stall                       | Zweigeschossiger Südflügel der Hofanlage unter Satteldach in Krempziegeldeckung, Fachwerk im Obergeschoss, Erdgeschoss massiv in Haustein und teilweise Ziegeln erbaut. | 32697057 | BW             |
| Dorfplatz 7 52° 16′ 8″ N, 10° 56′ 45″ O         | Gastwirtschaft Weber        | Zweigeschossiger Ziegelbau unter Satteldach in Hohlpfannendeckung. Unterkellert und mit einem hohen Sandsteinquadersockel. Zur Straße Dorfplatz hin giebelständig, der Ostgiebel grenzt im EG an einen Tanzsaal mit Kegelbahn an. Segmentbogenfenster in allen Geschossen. Mittig an der Hauptfassade im Norden der über Treppen erreichbare Eingang mit originaler Haustür. Die mittleren drei Fenster des OG fassen Lisenen und ein Brüstungsgesims zusammen. Lisenen auch an den Ecken, an den Giebeln in Treppenfries übergehend. | 32696835 | BW             |
| Dorfplatz 7 52° 16′ 7″ N, 10° 56′ 46″ O         | Gastwirtschaft Weber (Saal) | Eingeschossiger traufständiger verputzter Massivbau unter flachem Satteldach. Die fünfachsige Hauptfassade ist symmetrisch, jede Achse wird von einer Lisene getrennt, mit rundbogigen Fenstern, mittig eine hohe rundbogige Eingangstür. Die Unterteilung des Saales in drei Schiffe erfolgt durch zwei Ständerreihen, die das angewölbte, mit Holzbrettern vertäfelte, höhere und breitere Mittelschiff konstruktiv von den Seitenschiffen trennen. Im südlichen Seitenschiff noch original erhaltene Kegelbahn. | 32696856 | BW             |
| Weidenkampstraße 3 52° 16′ 20″ N, 10° 56′ 43″ O | Brennerei                   | Zwei traufständige, parallel hintereinander stehende zweistöckige Massivbauten in Bruchsteinmauerwerk mit Eckverquaderung auf Hausteinsockel. Die Fassaden sind verputzt. Rückwärtig mittig Schornstein und im Osten spätere Anbauten in sichtbarem Backsteinmauerwerk und Fachwerk. Durch Rundbogenfenster und Giebel betonte dreiachsige Eingangszone an der Straße. Durchgehendes Sohlbankgesims im OG. | 32696465 | BW             |
| Zum Stüh 52° 16′ 9″ N, 10° 56′ 59″ O            | Kirche                      | Neogotischer Sandsteinquaderbau mit Westturm und gerade schließendem Ostanbau, dieser niedriger als das Schiff und mit basilikalem Querschnitt. Schiff unter Satteldach in Hohlpfannendeckung, an den Längsseiten je drei Spitzbogenfenster mit Maßwerk, abgeschrägte Sohlbänke in umlaufendes Gesims übergehend, ringsum Strebepfeiler. Turm dreigeschossig mit Spitzbogenportal und gekuppeltem Spitzbogenfenstern im Glockengeschoss, abschließender spitzer Turmhelm in Schieferdeckung mit Knauf und Wetterfahne. Die Ausstattung in neogotischen Formen wie Altar, Kanzel, Gestühl und Orgelempore in Holz. Farbige Glasfenster mit Pflanzenornamenten. Schwarz–weißer Fliesenfußboden. Im Vorraum vermauerter Stein mit Voluten– und Eierstabfries sowie der Jahreszahl 1659, wohl vom Vorgängerbau. | 32696503 | Weitere Bilder |
| Zum Stüh 14 52° 16′ 9″ N, 10° 56′ 58″ O         | Schule                      | Freistehender traufständiger Massivbau mit Vorgarten, zweigeschossig in Quadermauerwerk auf Kellersockel aus demselben Material unter weit vorkragendem Satteldach in Hohlpfannendeckung. Mittig hochgelegene Haustür hinter vorgelegten Stufen, darüber ein gesprengter Dreiecksgiebel mit horizontalem Abschluss, bekrönt von einem steinernen christlichen Kreuz. Sohlbänke beziehungsweise Sohlbankgesims mit Wasserschlagprofil. Segmentbogenabschluss der Fenster und der Eingangstür in Backsteinmauerwerk. Der Westgiebel ist verputzt, an beiden Giebeln Zwillingsfenster. | 32696729 | BW             |

## Emmerstedt
| Lage                                             | Bezeichnung               | Beschreibung | ID       | Bild           |
| ------------------------------------------------ | ------------------------- | --- | -------- | -------------- |
| Auf dem Plane 1 52° 14′ 34″ N, 10° 57′ 45″ O     | Wohn-/ Wirtschaftsgebäude | Zweigeschossiges Fachwerkgebäude in Stockwerksbauweise auf Bruchsteinsockel unter Krüppelwalmdach in Krempziegeldeckung. Symmetrischer Abbund mit zweifeldigen Streben, unter der verputzen Ausfachung zeilweise Ziegelziersetzung, Giebelseite mit Krempziegeln verschalt. Das westliche Hausdrittel ist Wirtschaftsteil. Teil einer aufgespaltenen Hofanlage. | 32697283 | BW             |
| Auf dem Plane 1 52° 14′ 33″ N, 10° 57′ 45″ O     | Wohn-/ Wirtschaftsgebäude | Wirtschaftsgebäude auf L-förmigen Grundriss, teils in Fachwerk, ansonsten massiv in Ziegel- sowie Bruchsteinmauerwerk unter abgewinkeltem Satteldach in Krempziegeldeckung. Auf der Ostseite Wirtschaftstore, Teil eines Dreiseithofes. | 32697996 | BW             |
| Auf dem Plane 2 52° 14′ 33″ N, 10° 57′ 46″ O     | Wohn-/ Wirtschaftsgebäude | Zweigeschossiger Fachwerkbau auf hohem Haussteinsockel. Krüppelwalmdach in Krempziegeldeckung. Fenster vergrößert, sonst Gefüge unverändert, Gefache verputzt. Eingang hofseitig mit modernem Holzvorbau. Im Westen spätere Erweiterung (Ende 19. Jh.), im EG in Rohziegel, im OG in Fachwerk. Ursprünglich wohl Wirtschaftsgebäude, jetzt Wohnräume. Ostgiebel oberhalb des EG mit Krempziegelbehang. | 32697301 | BW             |
| Auf dem Plane 2 52° 14′ 32″ N, 10° 57′ 45″ O     | Wirtschaftsgebäude        | Wirtschaftsflügel aus Bruchstein unter Satteldach in Krempziegeldeckung, hofseitig mit einer Remisenüberdachung. Nördlich durch ein Wirtschaftstor mit dem Haupthaus baulich verbunden. Errichtet zu Beginn des 20. Jh. | 32697214 | BW             |
| Auf dem Plane 2 52° 14′ 32″ N, 10° 57′ 46″ O     | Wirtschaftsgebäude        | Massiver Wirtschaftsflügel unter Satteldach in Krempziegeldeckung, hofseitig mit einem Remisenvordach. Hofseitige Fassade mit verschiedenen Ladeluken. Errichtet Anfang 20. Jh. | 32697232 | BW             |
| Auf dem Plane 3 52° 14′ 32″ N, 10° 57′ 48″ O     | Wohnhaus                  | Zweigeschossiges traufständiges Wohngebäude auf Natursteinsockel unter Halbwalmdach in Krempziegeldeckung. EG wohl massiv, OG in Fachwerk. Straßenseitig Dachgauben, Giebelseiten mit Krempziegel- sowie Schieferbehang. Haupthaus einer dreiseitigen Hofanlage. | 32697319 | BW             |
| Auf dem Plane 3 52° 14′ 32″ N, 10° 57′ 47″ O     | Wirtschaftsgebäude        | Fachwerkgebäude in Stockwerksbauweise auf Natursteinsockel unter Satteldach in Krempziegeldeckung. Ausfachung teils verputzt, teils in Ziegelsetzung. Südliche Seite mit moderner Dacherweiterung zugunsten einer Remise. Westlicher Flügel einer Hofanlage. | 32698568 | BW             |
| Auf dem Plane 3 52° 14′ 31″ N, 10° 57′ 47″ O     | Wirtschaftsgebäude        | Rückwärtiges Wirtschaftsgebäude als Ziegelbau unter Satteldach in Krempziegeldeckung mit jeweils einem nördlichen und einem südlichen Vorbau. Fenster in Segmentbogenform, hofseitige Ladeluken. | 32698586 | BW             |
| Barmker Straße 2 52° 14′ 39″ N, 10° 57′ 33″ O    | Wohnhaus                  | Zweigeschossiges Fachwerk-Wohnhaus in Stockwerksbauweise auf hohen Bruchsteinsockel unter Halbwalmdach in Krempziegeldeckung. Vor hofseitigem Haupteingang moderne Freitreppe. Fachwerkgefüge im symmetrischen Abbund mit Ziegelausfachung, westliche Giebelseite mit Krempziegelbehang, Traufseiten mit Betonfaser- und Wellplattenbehang. | 32697337 | BW             |
| Barmker Straße 2 52° 14′ 39″ N, 10° 57′ 33″ O    | Toreinfahrt               | Massive Toreinfahrt zum Wirtschaftshof, Mauerwerk aus scharrierten Natursteinquadern mit großen südlichen Durchfahrtstor, mit profilierten Pfeilern sowie Prellsteinen. Im Torschlussstein „1856“ und ein springendes Pferd. Nördlich ein tieferer Durchgang, darüber ein klassizistisch gefasstes Relief mit Laubkranz und Inschrift, darunter im Sturz Ornament mit Blumenkorb sowie flankierende Anfangsbuchstaben. | 32697355 | BW             |
| Barmker Straße 4 52° 14′ 40″ N, 10° 57′ 34″ O    | Wohnhaus                  | Zweigeschossiges Fachwerk-Wohnhaus in Stockwerksbauweise auf hohen Bruchsteinsockel unter Halbwalmdach in Krempziegeldeckung. Vor dem hofseitigen Haupteingang Freitreppe aus Sandstein. Fachwerkgefüge im symmetrischen Abbund mit Ziegelausfachung, nördlich und westlich verputzt. Westliche Giebelseite mit Krempziegelbehang. | 32697378 | BW             |
| Barmker Straße 4 52° 14′ 39″ N, 10° 57′ 33″ O    | Wirtschaftsgebäude        | L-förmiger, eingeschossiger Fachwerk-Wirtschaftsflügel in Geschossbauweise auf Bruchsteinsockel unter abgewinkelten Satteldach in Krempziegeldeckung. Straßenseitig mit großer Tordurchfahrt in den Wirtschaftshof, nördlicher Teil als Scheune, südlicher Teil als Stall errichtet. | 37136167 | BW             |
| Barmker Straße 4 52° 14′ 39″ N, 10° 57′ 34″ O    | Brunnen                   | Kleiner Ziehbrunnen im Innenhof, mit einer Brunneneinfassung aus Sandsteinplatten sowie pyramidenartiger hölzerner Abdeckung. | 37136071 | BW             |
| Barmker Straße 17 52° 14′ 46″ N, 10° 57′ 35″ O   | Wohnhaus                  | Zweigeschossiger Fachwerkbau in Stockwerksbauweise auf hohen Werksteinsockel, teilunterkellert, unter Krüppelwalmdach in Krempziegeldeckung. Symmetrisches Fachwerkgefüge mit zweifeldigen Streben, mit Rohziegelausfachung, an der Nordseite in verputzter Bruchsteinausfachung. Hofseitig mittige Haustür mit ehemals zweiläufiger Freitreppe. Straßengiebel oberhalb des EG mit Ziegelpfannen verkleidet. Nördlich ein Schuppenanbau in gleichem Fachwerk mit Abseite, Wirtschaftstoren und Ladeluke.                                  | 32697420 | BW             |
| Barmker Straße 17 52° 14′ 46″ N, 10° 57′ 34″ O   | Wirtschaftsgebäude        | Östlicher Fachwerk-Wirtschaftsflügel in Ständerbauweise unter abgewinkeltem Satteldach in Krempziegeldeckung. Hofseitig Wirtschaftstore und Ladeluken, Gebäude wohl zu Wohnzwecken ausgebaut. Ausfachung in Ziegelsetzung. | 32698068 | BW             |
| Barmker Straße 17 52° 14′ 46″ N, 10° 57′ 35″ O   | Wirtschaftsgebäude        | Südlicher Fachwerk-Wirtschaftsflügel in Ständerbauweise unter abgewinkeltem Satteldach in Krempziegelbehang. Symmetrischer Abbund mit Diagonalstreben, Ausfachung teils in Ziegelsetzung, teils verputzt. Gebäude wurde zu Wohnzwecken ausgebaut. | 32698086 | BW             |
| Bauernbreite 2 52° 14′ 36″ N, 10° 57′ 39″ O      | Wohnhaus                  | Haupthaus in Fachwerkbauweise unter Halbwalmdach in Krempziegeldeckung. Symmetrischer Fachwerkabbund mit geputzer Ausfachung. Nördlicher Abschluss der Hofanlage. | 32698086 | BW             |
| Bauernbreite 2 52° 14′ 35″ N, 10° 57′ 38″ O      | Stall                     | Stallgebäude in Fachwerkbauweise unter abgewinkeltem Satteldach in Krempziegeldeckung im Kontext eines Vierseithofes. Hofseitig Ladeluken, Klappläden und Wirtschaftstore. Westlicher Gebäudeflügel. | 32698176 | BW             |
| Bauernbreite 2 52° 14′ 35″ N, 10° 57′ 39″ O      | Stall                     | Stallgebäude in Fachwerkbauweise unter abgewinkeltem Satteldach in Krempziegeldeckung im Kontext eines Vierseithofes. Südlicher Gebäudeflügel. | 32698158 | BW             |
| Bauernbreite 2 52° 14′ 35″ N, 10° 57′ 40″ O      | Scheune                   | Scheune in Fachwerkbauweise unter abgewinkelten Satteldach in Krempziegeldeckung im Kontext einer vierseitigen Hofanlage aus der Mitte des 19. Jh. Östlicher Hofflügel mit Remisenvordach. | 32698140 | BW             |
| Bauernbreite 7 52° 14′ 33″ N, 10° 57′ 43″ O      | Wohnhaus                  | Zweigeschossiger Fachwerkbau in Stockwerkbauweise auf niveauausgleichendem, hofseitig bis 1,5 m hohen Quadersockel, unterkellert, unter zur Straße abgewalmten Satteldach in Krempziegeldeckung. Nach Osten hin um sechs Gefache erweitert, verputzte Ausfachung sowie Westgiebel in Krempziegelbehang. Zugang über zwei vorgebaute Windfänge auf Massivsockel mit Treppe. Wohnhaus einer Vierseit-Hofanlage. | 32697475 | BW             |
| Bauernbreite 7 52° 14′ 33″ N, 10° 57′ 44″ O      | Wirtschaftsgebäude        | Zweigeschossiges, östlich an das Wohnhaus anschließendes Wirtschaftsgebäude, mit nördlicher Massivfassade in Sandsteinquadermauerwerk, hofseitig in Fachwerk mit Ziegelausfachung, unter abgewinkeltem Satteldach in Ziegelpfannendeckung. Teil einer vierseitigen Hofanlage. | 32698230 | BW             |
| Bauernbreite 7 52° 14′ 32″ N, 10° 57′ 44″ O      | Stall                     | Zweigeschossiger, östlicher Wirtschaftsflügel, massiv im Erdgeschoss, im Obergeschoss in Fachwerk mit Ziegelausfachung, unter abgewinkeltem Satteldach in Krempziegeldeckung. Hofseitig Ladeluken und Wirtschaftstore, oben ein Remisendachüberstand. Teil eines Vierseithofes. | 32698248 | BW             |
| Bauernbreite 7 52° 14′ 32″ N, 10° 57′ 43″ O      | Scheune                   | Südlicher Scheunenflügel in Fachwerkbauweise auf Natursteinsockel unter abgewinkeltem Satteldach. Teil eines Vierseithofes. | 32698266 | BW             |
| Bauernbreite 7 52° 14′ 32″ N, 10° 57′ 42″ O      | Stall                     | Stallgebäude in straßenseitigem Bruchsteinmauerwerk mit rundbogiger Einfahrt, hofseitig in Rohziegelmauerwerk, Obergeschoss in Fachwerk in Ziegelausfachung. Hofseitiger Aufzugserker, Satteldach in Hohlpfannendeckung. | 32698212 | BW             |
| Bauernbreite 8 52° 14′ 34″ N, 10° 57′ 41″ O      | Wohnhaus                  | Zweigeschossiger Fachwerkbau auf niveauausgleichendem, teilweise verputztem Sockel. Satteldach in Krempziegeldeckung. OG schwach vorkragend, Füllhölzer, Balkenköpfe und Schwelle einheitlich schwach profiliert. Zwei vorgelegte Stufen vor mittigem Eingang im Süden. Gefache weitgehend verputzt, am Giebel unverputzt, Rohziegel im Zierverband. Im Westen späterer massiver Stallanbau unter Pultdach. | 32697493 | BW             |
| Bergstraße 1 52° 14′ 40″ N, 10° 57′ 42″ O        | St. Petri (Kirche)        | Emporenkirche aus Bruchsteinmauerwerk auf Quadersockel, mit verzahnter Eckverquaderung, unter Satteldach mit östlichen Krüppelwalm in Hohlpfannendeckung. Langhaus mit geradem Chorabschluss, Fenster in Rundbögen, sowie an einem zugesetzten Portal eingelassenem Epitaph. Westlicher Turm mit neogotischen Portal, Lichtfenstern sowie seitlichen Spitzbögen. Glockengeschoss mit gekuppelten überstabten Spitzbogenfenstern. Polygonaler Knickhelm in Schieferdeckung mit vierseitigen, in Dachhäuschen eingesetzten Turmuhren.       | 32697513 | Weitere Bilder |
| Bergstraße 1 52° 14′ 39″ N, 10° 57′ 41″ O        | St. Petri (Kirchhof)      | Kirchhof in Form eines leichten Hügels mit zentral platzierten St. Petri-Kirche, Baumbestand, eingefasst von einer Einfriedung aus Bruchstein. | 32697562 | BW             |
| Bergstraße 1 52° 14′ 39″ N, 10° 57′ 43″ O        | Gefallenendenkmal         | Gefallenendenkmal in Form eines über Treppenaufgang auf Platzanlage freistehenden Obelisken mit rückwärtiger Mauer. Im Sockelbereich des Obelisken eine Gravurtafel mit der Namensliste der Gefallenen, über Gesims im Schaft gemeißelte Jahreszahlen 1914–1918 im Laubkranz, darüber die Obeliskenspitze mit eingemeißelter Widmung und bekrönendem Eisernen Kreuz. Hinter dem Obelisken eine halbrunde Mauerrückwand aus Quaderbossenwerk mit eingelassenen Relieftafeln mit Widmungsversen für die Gefallenen des Zweiten Weltkrieges. | 32697538 | BW             |
| Hauptstraße 75 / 77 52° 14′ 38″ N, 10° 57′ 37″ O | Wohnhaus                  | Massives, verputztes Wohnhaus, eingeschossig auf hohem Quadersockel mit ausgebautem Dachgeschoss mit Drempel unter Satteldach in Hohlpfannendeckung, Zwerchhaus sowie spätere Gaube, Giebelseite mit Asbestzementplatten verhängt. | 32698406 | BW             |
| Hauptstraße 75 / 77 52° 14′ 37″ N, 10° 57′ 38″ O | Wohnhaus                  | Zweigeschossiger Fachwerkbau in Stockwerksbauweise auf hohem niveauausgleichendem teilweise verputztem Sockel, unterkellert, unter Krüppelwalmdach in Betonpfannendeckung. Fachwerkgefüge mit K-Runen ausgesteift, mit Rohziegelausfachung. Fenster in profilierter Holzeinfassung. Hofseitiger hochgelegener Eingang mit vorgelegter Treppe mit Sandsteinwangen. Wohnhaus des ehemaligen Hofes der Kommende Süpplingenburg. | 32697596 | BW             |
| Hauptstraße 75 / 77 52° 14′ 37″ N, 10° 57′ 36″ O | Wirtschaftsgebäude        | | 32698388 | BW             |
| Hauptstraße 75 / 77 52° 14′ 36″ N, 10° 57′ 37″ O | Stall                     | Stall als zweigeschossiger Fachwerkbau unter nach Osten abgewalmtem Satteldach in Kremp- und Betonpfannendeckung. Östlicher Teil mit durchschießenden Ständern, Fachwerkgefüge teilweise massiv ersetzt, im westlichen TeilEG in Rohziegelmauerwerk. Hofseitig Ladeerker sowie zahlreiche Wirtschaftstüren und Ladeluken. | 32698370 | BW             |
| Hauptstraße 75 / 77 52° 14′ 37″ N, 10° 57′ 40″ O | Scheune                   | Scheune mit straßenseitigen Wänden aus Bruchsteinmauerwerk unter Krüppelwalmdach in Krempziegeldeckung, Hofseite und Nordgiebel in Fachwerk mit Ziegelausfachung. An der mit Westseite Wagenschauer, nördlich außermittiges hohes Durchfahrtstor. | 32698352 | BW             |
| Hauptstraße 78 52° 14′ 39″ N, 10° 57′ 50″ O      | Wohnhaus                  | Zweigeschossiger Fachwerkbau in Stockwerksbauweise auf straßenseitig verputztem Sockel unter Krüppelwalmdach in Betonpfannendeckung. OG straßenseitig schwach vorgekragt, Füllhölzer und Balkenköpfe bündig unter gerundeter Schwelle, diese unterhalb der Inschrift leicht profiliert. Originäres Fachwerkgefüge im symmetrischen Abbund, Nordostecke massiv ersetzt. Ostseite mit Krempziegelbehang, Westseite mit Bitumen-Ziegelimitat verschalt. Rückwärtiges EG in moderner Keramikfassade. Haupthaus eines Dreiseithofes.           | 32697614 | BW             |
| Hauptstraße 88 52° 14′ 40″ N, 10° 57′ 46″ O      | Wohnhaus                  | | 32697633 | BW             |
| Hauptstraße 88a 52° 14′ 40″ N, 10° 57′ 45″ O     | Wirtschaftsanbau          | | 32697978 | BW             |
| Hauptstraße 92 52° 14′ 39″ N, 10° 57′ 36″ O      | Wohnhaus                  | Zweigeschossiger Fachwerkbau in Stockwerksbauweise auf hohem Hausteinsockel, unterkellert, unter Halbwalmdach in Betonpfannendeckung. Hofseitige zweiläufige Freitreppe, Gefüge partiell verändert, mit verputzter Ausfachung. Giebelseiten mit Krempziegelbehang, im Osten eingeschossiger Anbau in Rohziegelbauweise. | 32697654 | BW             |
| Hauptstraße 92 52° 14′ 38″ N, 10° 57′ 36″ O      | Stall                     | Queraufgeschlossener, traufständiger Fachwerk-Stall mit Durchfahrt in Stockwerksbauweise auf teils Werksteinsockel, unter Satteldach in Betonpfannendeckung. EG weitgehend massiv ersetzt. | 32698442 | BW             |
| Hauptstraße 92 52° 14′ 38″ N, 10° 57′ 36″ O      | Wirtschaftsgebäude        | Modernes, massives Wirtschaftsgebäude als östlicher Abschluss des Vierseithofes. | 32698460 | BW             |
| Hauptstraße 92 52° 14′ 38″ N, 10° 57′ 35″ O      | Scheune                   | Giebelständige Fachwerk-Scheune mit rechtsseitiger Durchfahrt unter Halbwalmdach. Südliche Giebelseite mit Ziegelpfannenbehang. | 32698086 | BW             |
| Leineweberstraße 3 52° 14′ 36″ N, 10° 57′ 56″ O  | Wohnhaus                  | Zweigeschossiger Fachwerkbau in Stockwerksbauweise auf niveauausgleichendem Werksteinsockel unter Krüppelwalmdach in Betonpfannendeckung. Regelmäßiges Gefüge mit zweifeldigen Streben und Rohziegelausfachung, am Ostgiebel Bruchstein. Giebelseiten in Krempziegelbehang. | 32697691 | BW             |
| Leineweberstraße 3 52° 14′ 37″ N, 10° 57′ 57″ O  | Wirtschaftsgebäude        | Fachwerkbau teils in Stockwerks-, teils in Geschossbauweise auf Werksteinsockel unter abgewinkelten Satteldach in Krempziegeldeckung. Ausfachung in Bruchstein bzw. luftgetrockneten und gebrannten Ziegeln, weitgehend verputzt. Nördlich eine Tordurchfahrt, westlich eine Remise. Hofseitige Ladeluken. | 32698496 | BW             |
| Leineweberstraße 3 52° 14′ 36″ N, 10° 57′ 56″ O  | Stall                     | Stallflügel als Fachwerkbau in Stockwerksbauweise unter abgewinkelten Satteldach in Krempziegeldeckung. Regelmäßiges Fachwerkgefüge mit Ziegelausfachung im EG, oberhalb verputzt. Hofseitige Fassade mit Ladeluken, auf der Südseite oberhalb des EG mit Krempziegeln verblendet. | 32698514 | BW             |
| Schmiedestraße 8 52° 14′ 35″ N, 10° 57′ 44″ O    | Wohnhaus                  | Zweigeschossiger Fachwerkbau in Stockwerksbauweise auf Bruchsteinsockel, teilunterkellert, unter Halbwalmdach in Krempziegeldeckung. Fachwerkgefüge mit gekuppelten Ständern und zweifeldigen Streben, in Rohziegelausfachung, Südgiebel verputzt, Westseite in Betonfaserplattenbehang. Moderne Stufen sowie Vordach vor außermittigen Haustür, rückwärtig Krempziegelbehang. Haupthaus eines Vierseithofes. | 32697743 | BW             |
| Schmiedestraße 8 52° 14′ 35″ N, 10° 57′ 45″ O    | Wirtschaftsgebäude        | Fachwerk-Wirtschaftsgebäude in Geschossbauweise auf Natursteinsockel und abgewinkelten und abgewalmten Satteldach in Betonpfannendeckung. Nördlicher Wirtschaftsflügel des Vierseithofes, mit zum Osten ausgerichteten Wirtschaftstor. | 32698318 | BW             |
| Schmiedestraße 8 52° 14′ 35″ N, 10° 57′ 46″ O    | Scheune                   | Fachwerkscheune in Geschossbauweise auf Natursteinsockel unter abgewinkelten Walmdach in Betonpfannendeckung. Im Osten Tordurchfahrten, im Torbalken Inschrift mit Datierung auf 1817. Mittlerer Flügel der Hofanlage, mit den anderen Wirtschaftsgebäuden in U-Form verbunden. | 32698301 | BW             |
| Schmiedestraße 8 52° 14′ 34″ N, 10° 57′ 45″ O    | Stall                     | Fachwerkbau unter abgewinkeltem Krüppelwalmdach in Betonpfannendeckung. Stall mit vollständig erhaltener Galerie auf durch Kopfstreben abgestützten vorkragenden Deckenbalken. Treppe entfernt, im Westen Asbestzementplattenbehang, zur Twete im OG Wellasbestzement. Teil einer vierseitigen Hofanlage. | 32698284 | BW             |
| Sportplatzstraße 1 52° 14′ 35″ N, 10° 57′ 49″ O  | Wohnhaus                  | Zweigeschossiger Fachwerkbau in Stockwerksbauweise auf niveauausgleichendem Sockel unter Krüppelwalmdach in Krempziegeldeckung. Hofseitiger Eingang mit vorgelegten Stufen und modernen Vordach. EG der nördlichen Längsseite weitgehend massiv ersetzt. Westgiebel mit Krempziegelbehang. Gefüge durch Fenstervergrößerungen verändert, Gefache verputzt. | 32697760 | BW             |
| Sportplatzstraße 1 52° 14′ 34″ N, 10° 57′ 49″ O  | Stall                     | Westlicher Wirtschaftsflügel als Fachwerkstall in Geschossbauweise auf massiven Sockel unter abgewinkeltem Satteldach. Im 20. Jh. massiv zum Westen erweitert; mit Segmentbogenfenstern, großen Wirtschaftstoren sowie mittigen Zwerchhaus im Anbau. | 32698766 | BW             |
| Sportplatzstraße 1 52° 14′ 35″ N, 10° 57′ 50″ O  | Stall                     | Nördlicher Wirtschaftsflügel der Hofanlage. Im EG in Natursteinmauerwerk, im OG in Fachwerk mit Ziegelausfachung. Satteldach in Ziegelpfannendeckung. An das Wohnhaus der Hofanlage angeschlossen. | 32698712 | BW             |
| Sportplatzstraße 1 52° 14′ 34″ N, 10° 57′ 50″ O  | Stall                     | Östlicher Wirtschaftsflügel der Hofanlage. Unten in Natursteinmauerwerk, in der oberen Gebäudehälfte in Fachwerk mit Ziegelausfachung. Im EG Fenster mit Klappläden, darüber eine Ladeluke, großes Hoftor an der nördlichen Gebäudeseite. Satteldach in Ziegelpfannendeckung. | 32698730 | BW             |
| Sportplatzstraße 1 52° 14′ 34″ N, 10° 57′ 50″ O  | Scheune                   | Südlicher Wirtschaftsflügel als Fachwerkscheune in Geschossbauweise auf massiven Sockel unter abgewinkeltem Satteldach, Ausfachung in Ziegelsetzung. Im 20. Jh. teilweise massiv ersetzt. | 32698748 | BW             |
| Sportplatzstraße 6 52° 14′ 34″ N, 10° 57′ 47″ O  | Wohnhaus                  | Zweigeschossiger Fachwerkbau in Stockwerksbauweise auf verputzen Werksteinsockel unter Halbwalmdach in Betonpfannendeckung. Symmetrischer Abbund mit zweifeldigen Streben, verputzte Ausfachung. Eingang von der Nordost-Seite, im Süden moderne Anbauten, Westgiebel in Betonpfannenbehang. Haupthaus einer ehemaligen Hofanlage. | 32697778 | BW             |
| Sportplatzstraße 6 52° 14′ 34″ N, 10° 57′ 47″ O  | Wirtschaftsgebäude        | Wirtschaftsgebäude auf Natursteinsockel, teils massiv, teils in Fachwerk, unter Satteldach in Krempziegeldeckung. Wirtschaftstore auf der südlichen Traufseite, Teil eines Dreiseithofes. | 32698658 | BW             |
| Sportplatzstraße 6 52° 14′ 34″ N, 10° 57′ 47″ O  | Wirtschaftsgebäude        | | 32698640 | BW             |
| Sportplatzstraße 8 52° 14′ 33″ N, 10° 57′ 48″ O  | Wirtschaftsgebäude        | Wirtschaftsgebäude auf Betonsockel, südliche Fassade massiv mit Fenstern und Ladeluke, die nördliche in Fachwerkbauweise, unter Satteldach in Betonpfannendeckung. | 32698802 | BW             |
| Sportplatzstraße 8 52° 14′ 33″ N, 10° 57′ 47″ O  | Wirtschaftsgebäude        | Wirtschaftsgebäude als Fachwerkbau auf Natursteinsockel unter Satteldach in Betonpfannendeckung. Ausfachung in Ziegelsetzung, zur Straßenseite eine Ladeluke, Giebelseite mit Betonfaserplattenbehang. | 32698784 | BW             |
| Wiesenstraße 36 52° 14′ 30″ N, 10° 58′ 4″ O      | Wohnhaus                  | Eingeschossiges Fachwerkhaus auf Souterrainsockel unter Satteldach in Hohlziegeldeckung mit beidseitigen breiten Schleppgauben. Fachwerk mit verputzter Ausfachung, zweiflügelige Stulpfenster. Gartenseitig Blumenerker und teilüberdachter Freisitz, im UG eine Garage. Außentreppen, -mauern und -beläge aus Sandstein. Originäre Innenausstattung weitgehend erhalten: Treppen, Bodenbeläge, Türen sowie Decken- und Wandvertäfelungen.                                                                                               | 45812877 | BW             |

## Hohnsleben
| Lage                                             | Bezeichnung     | Beschreibung | ID       | Bild |
| ------------------------------------------------ | --------------- | --- | -------- | ---- |
| An der Mühle 3 52° 9′ 47″ N, 11° 3′ 22″ O        | Wohnhaus        | Zweigeschossiger Massivbau auf Souterrainsockel unter Walmdach mit Zwerchhaus in Krempziegeldeckung. Souterrainsockel in Sandstein, restliche Fassade in hellem Backstein. Überstabte Fenster in Segmentbogenform, mit abgeschrägten Fensterbänken aus Sandstein, darüber Zierband in glasierten Steinen. Geschosstrennendes Gesims mit Deutschem Band, Brüstungsbereiche in den OGs in Ziegelziersetzung, ebenso der Traufbereich. Über der hohen Freitreppe Eingangsbereich in neoklassizistischer Gestaltung, im OG eine Maßwerkbahn. Zwerchgiebel mit gekuppelten Fenstern und Okulus im Blendwerk, wie auch einer Inschrift mit der Datierung „1876“.                                       | 32638260 | BW   |
| An der Mühle 4 52° 9′ 45″ N, 11° 3′ 21″ O        | Toreinfahrt     | Toreinfahrt zum Wirtschaftshof in Sandsteinquadermauerwerk. Innerhalb der breiten Mauer ein mittiger großer Rundbogen auf profilierten Pfeilern. Nördlich etwas abgesetzt ein Durchgang mit massiver Einfassung, der zu einem überdachten Vorraum führt. Über dem Portal eine spätklassizistische Inschriftentafel mit der Datierung „1822“. | 32638280 | BW   |
| Hohnslebener Platz 4 52° 9′ 41″ N, 11° 3′ 19″ O  | Gaststätte      | Queraufgeschlossenes, traufständiges und zweigeschossiges Fachwerkhaus in Stockwerksbauweise unter Krüppelwalmdach in Betonpfannendeckung. Symmetrischer Fachwerk-Abbund mit gekuppelten Ständern und Zweifeld-Streben, Ausfachung verputzt. Giebelseiten in Zementfaserplatten verhangen. Über dem Haupteingang eine Terracottaplatte mit Inschrift und Datierung auf 1804. Heute als Wohnhaus genutzt. | 32638299 |      |
| Hohnslebener Platz 6 52° 9′ 42″ N, 11° 3′ 21″ O  | Wohnhaus        | Aus zwei Teilen bestehendes Haupthaus der Hofanlage. Der rechte Gebäudeteil ein zweigeschossiger verputzter Fachwerkbau in Stockwerksbauweise auf Kellersockel unter Satteldach in Ziegelpfannendeckung. Fassadengliederung mit klassizistischen Stuckelementen in den Fenster-, Gesims- und dem Traufbereichen, wie auch Rahmenformen an der freistehenden Giebelseite. Westlich daneben ein niedrigerer, wohl älterer Fachwerk-Wohnflügel auf verputztem Sockel unter abgewalmten Satteldach. Einfassungen und Gurtgesims in profilierten Putzelementen. Im EG Haupteingang mit vorgelegter Treppe, darüber Inschriftentafel mit spätklassizistischem Motiv und Inschrift, auf 1804 datierend. | 32638786 | BW   |
| Hohnslebener Platz 6 52° 9′ 42″ N, 11° 3′ 22″ O  | Wirtschaftsteil | | 32638192 | BW   |
| Hohnslebener Platz 6 52° 9′ 41″ N, 11° 3′ 20″ O  | Anbau           | Zweigeschossiger Wirtschaftsanbau in Fachwerk in Stockwerksbauweise mit teilmassiven EG in Sandsteinmauerwerk, massiver Ausfachung unter abgewalmten Satteldach. Auf der Westseite ein hohes Bogentor aus Sandsteinquadern mit Anschluss zum südlichen Wirtschaftsflügel. Östliche Innenhofseite mit vorkragendem OG mit überdachtem Holzbalkon und äußerem Treppenzugang. | 32638158 | BW   |
| Hohnslebener Platz 15 52° 9′ 45″ N, 11° 3′ 18″ O | Wohnhaus        | Queraufgeschlossener zweigeschossiger Fachwerkbau mit Schiefer- und Betonfaserplattenbehang auf Natursteinsockel unter Krüppelwalmdach. Rückwärtige Freitreppe sowie Hofeingang, Zweckfachwerk im symmetrischen Abbund und Backsteinausfachung. Innen erhaltene Ausstattungselemente, erbaut wohl Anfang des 18. Jh., Erweiterung um 1890. | 32638335 | BW   |
| Hohnslebener Platz 15 52° 9′ 45″ N, 11° 3′ 19″ O | Stall           | Zweigeschossiger, großer und langgestreckter Fachwerkbau in Stockwerksbauweise auf Natursteinsockel unter Halbwalmdach. Hofseitiges EG massiv, sonst symmetrisches Fachwerk mit teilverputzter Ziegelausfachung. Straßengiebel in vermörtelten Krempziegelbehang, erbaut in der zweiten Hälfte des 19. Jh. | 32638707 | BW   |
| Hohnslebener Platz 15 52° 9′ 45″ N, 11° 3′ 18″ O | Einfriedung     | Historische schmiedeeiserne Einfriedung des dem Wohnhaus vorgelagerten Gartens. Typische gründerzeitliche Zaun-Einfriedung, mit längenalternierenden Sprossen mit Zierspitzen sowie Kreisornament, im Sandsteinsockel eingezapft. | 32693809 | BW   |
| Hohnslebener Platz 15 52° 9′ 45″ N, 11° 3′ 18″ O | Toreinfahrt     | Toreinfriedung aus Sandstein zwischen Wohnhaus und Stall, mit großer Tordurchfahrt in Korbbogenform mit profilierten Seitenpfeilern und Prellsteinen. Westlich ein kleinerer Durchgang, ebenfalls im Korbbogen. | 32689998 | BW   |

## Offleben
| Lage                                                | Bezeichnung        | Beschreibung | ID       | Bild |
| --------------------------------------------------- | ------------------ | --- | -------- | ---- |
| Alversdorfer Straße 21 52° 8′ 22″ N, 11° 2′ 15″ O   | Wohnhaus           | Eingeschossiges traufständiges Wohnhaus in Backsteinmauerwerk auf niveauausgleichendem Natursteinquadersockel, im Osten durch ein horizontales Gesims mittig gegliedert. An Westfassade ein zweigeschossiges Zwerchhaus, im DG ausgebaut. Haupthaus und Zwerchhaus unter Krüppelwalmdach in Falzziegeldeckung. Der Eingang an der Ostfassade mit überdachten Treppenzugang, die hölzerne Haustür mit Schnitzereien und Eisenmotive vor Glas im Jugendstil. An der östlichsten Hauptfassade eine Auslucht, die Segmentbogenfenster in Zierputz gerahmt auf profilierten Fensterbänken aus Naturstein, im DG zwei blinde Rundfenster mit ein Kreuz bildenden Eckquadern. Westlicher Risalit im Erdgeschoss mit Eckquader, im OG und dem leicht hervorkragenden Dreiecksgiebel Fachwerk auf profilierten Knaggen, mit Halb- und Viertelrosetten im Kerbschnitt in den Winkelhölzern der Brüstungsgefache, Gefüge in gebogenen Streben. Fachwerk ebenso im Giebel des Treppenaufgangs an Ostfassade. | 32638462 | BW   |
| Alversdorfer Straße 22 52° 8′ 21″ N, 11° 2′ 18″ O   | Wohnhaus           | Massives Wohnhaus auf Werksteinsockel unter Walmdach in Ziegelpfannendeckung, straßenseitig mit mittigen Zwerchhaus. Frontfassade mit einem Mittelrisalit, bekrönt vom Zwerchgiebel. Seitenelemente und Zwerchhaus mit gekuppelten Fenstern. Durchgängig reiche Stuckzierde der Neorenaissance, Zwerchgiebel mit Bogenfries bekrönt von Werksteinobelisken. Westlich ein Eingangsrisalit unter Satteldach, entsprechend verziert, rückwärtig außermittig Risalit selbiger Höhe. | 32638803 | BW   |
| Alversdorfer Straße 22 52° 8′ 19″ N, 11° 2′ 16″ O   | Wirtschaftsgebäude | Drei Wirtschaftsflügel aus massiven Bruchsteinmauerwerk unter Satteldächern, dreiseitig den Wirtschaftshof umschließend. Je nach Funktion unterschiedlich gestaltet, die flankierenden Seitenflügel jeweils durchfenstert und mit zahlreichen Ladestöcken und Ladeluken ausgestattet, der südlich abschließende Flügel mit großzügigen Schiebetoren. | 32638209 | BW   |
| Alversdorfer Straße 22 52° 8′ 21″ N, 11° 2′ 19″ O   | Gesindehaus        | Kopfbau des östlichen Wirtschaftsflügels als zweigeschossiger Massivbau aus Bruchsteinmauerwerk, unterkellert, unter Satteldach mit überhöhten Giebeln. Fassadenöffnungen markant mit verzahnten Werksteinelementen gefasst und von Entlastungsbögen überspannt. Traufseitig ein erhaltenes Relief. | 32638175 | BW   |
| Gerhart-Hauptmann-Straße 52° 8′ 34″ N, 11° 2′ 41″ O | Eisenbahnbrücke    | Rundbogige Bahnunterführung der Eisenbahnstrecke Offleben - Eilsleben bei Magdeburg in Massivbauweise mit Quadermauerwerk. Der auf dem Widerlager ruhende Rundbogen ist in Backstein gebaut. Am Kupferbach sind die Stützmauern zusätzlich mit Betonwänden und Strebepfeilern am Quadermauerwerk gestützt. | 32637877 | BW   |
| Barneberger Straße 10 52° 8′ 16″ N, 11° 2′ 42″ O    | Gemeinschaftshaus  | Dorfgemeinschaftshaus als mehrflügelige Anlage unter Pult- und Satteldächern. Südliche Baukörper mit Grundriss in Hufeisenform, einen Innenhof umschließend. Massivbau in Ziegelsichtmauerwerk, Fensterbändern mit gestalterisch prägenden Kippfenstern, an der Innenseite pavillonartiger Umgang. Im Inneren originär erhaltene Treppenanlagen. Die Innenraumstruktur ist in Wohn-, Gemeinschafts- und Räume der ärztlichen Versorgung unterteilt. Den nördlichen Gebäudeflügel bildet eine höhere horizontal dreigegliederte Turnhalle mit zurückgesetztem Erdgeschosssockel in Ziegelsichtmauerwerk, einem vorkragenden hohen Fensterband zur Turnhalle sowie darüber von der Fassade zurückgesetzten Lüftung. Westliche Giebelseite mit Feldsteinmauerwerk, an der östlichen Giebelseite spätere Anbauten. Die Turnhalle ist mit den südlichen Flügeln durch einen verglasten Pavillon verbunden.                                                                                            | 45768011 | BW   |
| Barneberger Straße 10 52° 8′ 15″ N, 11° 2′ 40″ O    | Grünanlagen        | Grünanlagen mit Baumbestand und entsprechender Wegeführung. Im Innenhof eingefasster Teich mit einer Plastik zweier Kraniche. | 46338774 | BW   |

### Klostergut
| Lage                                                  | Bezeichnung          | Beschreibung | ID       | Bild |
| ----------------------------------------------------- | -------------------- | --- | -------- | ---- |
| Gerhart-Hauptmann-Straße 6 52° 8′ 26″ N, 11° 2′ 39″ O | Wohnhaus             | Queraufgeschlossenes, traufständiges Fachwerkwohnhaus auf Kellersockel aus teils Werk-, teils Ziegelstein unter Satteldach in Ziegelpfannendeckung. Fenster in Segmentbögen gefasst, wohl jünger. Nördliche Gebäudehälfte asymmetrisch mit K-Runen und Fußstreben ausgesteift, in der südlich nur ein Andreaskreuz. Vorkragendes OG über einer mit Profilband ausgestalteten Gebälkzone. Giebelseiten mit vermörtelten Ziegelpfannenbehang. | 32637898 | BW   |
| Kirchstraße 52° 8′ 27″ N, 11° 2′ 34″ O                | St. Georg (Kirche)   | Emporenkirche als schlichter verputzter Rechtecksaal unter abgewalmten Satteldach mit dachreiterartigen Turm. Langhaus mit profilierten Strebepfeilern aus Bruchstein, profilierte Sandsteineinfassungen der Fenster in leicht geohrten Segmentbögen. Fenster mit Glasmalereien, innen eine schlichte gerundete Altarkanzelwand mit Empore der Neubauzeit. Schiefergedeckter Holzturm von 1784, mit Uhr und einem Kreuzaufsatz. Eine Glocke von um 1400 befindet sich heute in der Friedhofskapelle.                                               | 32637917 | BW   |
| Kirchstraße 52° 8′ 26″ N, 11° 2′ 34″ O                | St. Georg (Kirchhof) | Kirchhof, als den Kirchenbau umfassende Grünfläche mit Bestand an historischen Grabdenkmälern. | 32637934 | BW   |
| Klostergut 3 52° 8′ 28″ N, 11° 2′ 37″ O               | Gutsarbeiterhaus     | Zweigeschossiges Wohnhaus in Sandsteinmauerwerk auf hohen Natursteinsockel unter Satteldach in Ziegelpfannendeckung. Gekuppelte Segmentbogenfenster mit Sandstein-Mittelpfeilern und Sturzbögen in Rohziegel. | 32637986 | BW   |
| Klostergut 5 52° 8′ 30″ N, 11° 2′ 34″ O               | Pächterhaus          | Dreigeschossige massive Villa auf unregelmäßigen Grundriss und Souterrainsockel, unter Satteldach in Falzziegeldeckung sowie polygonalen Turmhelmen in Schieferdeckung. Sockel sowie Fenstergewände in Sandsteineinfassungen, drittes Stockwerk auskragend und in reicher Fachwerkzierde. Westecke polygonal abgerundet mit Turmhelm, westlich ein seitlicher Querflügel. Im Osten ein überdachter Treppenzugang sowie ein turmartiger Risalit, mit ebenfalls Fachwerk im OG, mit Turmhelm abgeschlossen. Auf dem Dach verschiedene kleine Gauben. | 32638003 | BW   |
| Klostergut 6 52° 8′ 28″ N, 11° 2′ 30″ O               | Scheune              | Massive Scheune der Klosterdomäne in Bruchsteinmauerwerk unter Satteldach in Ziegelpfannendeckung. Langgestreckter Gebäudeflügel mit Tordurchfahrt unter der östlichen Remise, ansonsten verschiedene Fenster– und Toröffnungen sowie Ladeluken. | 32638020 | BW   |
| Klostergut 52° 8′ 26″ N, 11° 2′ 32″ O                 | Mauerreste           | Reste der Einfriedungsmauer südlich des Geländes und an der St. Georgs-Kirche, mit erhaltener Toreinfahrt aus dem 19. Jh. zur Straße Klostergut. | 32637968 | BW   |

## Reinsdorf
| Lage                                         | Bezeichnung        | Beschreibung | ID       | Bild           |
| -------------------------------------------- | ------------------ | --- | -------- | -------------- |
| Alte Dorfstraße 2 52° 9′ 22″ N, 11° 2′ 29″ O | Wohnhaus           | Zweigeschossiges Fachwerkwohnhaus auf Natursteinsockel unter einseitig abgewalmten Satteldach. Durch Umbauten stark verändert, straßenseitig mit gemauerter Auslucht. Symmetrischer Fachwerkabbund, mit K-Runen ausgesteift, Gebälkzone als ein breites Profilband ausgestaltet, Ausfachung in Ziegelstein. Östlich ein höhenversetztes Kammerfach. Westliche Giebelseite mit gemörtelten Krempziegeln verblendet. Teil eines Dreiseithofes. | 32638084 | BW             |
| Alte Dorfstraße 2 52° 9′ 22″ N, 11° 2′ 29″ O | Stall              | Fachwerkstall in Geschossbauweise auf Bruchsteinsockel unter straßenseitig abgewalmten Satteldach in Krempziegeldeckung. Ehemalige Durchfahrt jetzt zugesetzt, symmetrischer Abbund mit Eckaussteifungen in K-Runen. Hofseitige Fassade mit Holztüren sowie Ladeluken ausgestattet. Teil eines Dreiseithofes. | 32638101 | BW             |
| Alte Dorfstraße 3 52° 9′ 20″ N, 11° 2′ 29″ O | Backhaus           | Zweigeschossiger Fachwerkbau in Stockwerksbauweise auf Natursteinsockel unter Satteldach in Ziegelpfannendeckung, 1872 errichtet. Symmetrisches, leicht verändertes Fachwerkgefüge. Im 20. Jh. erneuerte große Backofenanlage, heute Heimatmuseums. | 32638499 |                |
| Alte Dorfstraße 4 52° 9′ 24″ N, 11° 2′ 29″ O | Wohnhaus           | Zweigeschossiger traufständiger Fachwerkbau in Stockwerksbauweise auf Sandsteinsockel unter Halbwalmdach, tw. unterkellert (preußische Kappendecke), sowie tw. mit bauzeitlichen und historischen Ausstattungselementen im Inneren. Im EG eine hofseitige mittige Freitreppe. Symmetrischer Abbund in Zweckfachwerk mit gekuppelten Ständern. Haupthaus eines Vierseithofes. | 32638518 | BW             |
| Alte Dorfstraße 4 52° 9′ 23″ N, 11° 2′ 29″ O | Wirtschaftsgebäude | Straßenseitiger L-förmiger Wirtschaftsflügel, massiv teils in Sandstein und teils in Backstein errichtet, unter abgewinkeltem Satteldach teils mit Ziegelpfannen, teils in Bitumenwellplatten gedeckt. Auf der Westseite wohl ältere große Rundbogendurchfahrt, mit flankierenden profilierten Pfeilern, daneben ein Durchgang in Korbbogenform. Südfassade mit Segmentbogenfenstern, darauf mit Backstein aufgestockt, mit Lisenen sowie Deutschem Band gegliedert. Unter der Traufe ein Konsolgesims in Ziegelziersetzung, an der Fassade durchgängige Zieranker, östliche Giebelseite mit Wirtschaftstor. Teil eines Vierseithofes.                                        | 32638535 | BW             |
| Alte Dorfstraße 9 52° 9′ 21″ N, 11° 2′ 28″ O | Gasthof            | Zweigeschossiger Fachwerkbau in Stockwerksbauweise unter Halbwalmdach in Betonpfannendeckung, teilunterkellert. Kleiner älterer Kellerraum mit Bruchsteinwänden und Stichgewölbe aus Ziegelmauerwerk, sonst innen stark modernisiert. Fachwerkgefüge mit gekuppelten Ständern im symmetrischen Zweckabbund, Giebel verschalt. | 32638587 |                |
| Alte Dorfstraße 9 52° 9′ 21″ N, 11° 2′ 28″ O | Stall              | Kleiner eingeschossiger Fachwerkbau unter Satteldach in Betonpfannendeckung. Zu Wohnzwecken ausgebaut, die Kubatur sowie die Fachwerkgiebel sind originalgetreu. | 32638605 | BW             |
| Alte Dorfstraße 9 52° 9′ 21″ N, 11° 2′ 28″ O | Toreinfahrt        | Historische Toreinfahrt aus Sandstein, mit geschosshohen profilierten Sandsteinpfeilern mit Prellsteinen sowie einem Durchgang in Korbbogenform rechts. | 32638569 | BW             |
| Schwalbenweg 2 52° 9′ 18″ N, 11° 2′ 30″ O    | Kirche             | Saalkirche der evangelischen Gemeinde in Bruchsteinquadermauerwerk unter Satteldach, mit Langhaus und Turm. Turm auf quadratischem Grundriss mit fast geschosshohen blechverkleideten keilförmigen Strebepfeilern und seitlichen Licht- und Turmfenstern, oberstes Stockwerk eingezogen und schieferbekleidet. Polygonaler, schiefergedeckter Knickhelm mit Turmuhr und äußeren Glocke. Im nördlichen Erdgeschoss Eingang. Schlichtes Langhaus mit geradem Chorabschluss unter Satteldach in Krempziegeldeckung, Tür und Fenster in scharrierten Sandsteineinfassungen, moderne Glasmalereien. In der äußeren Kirchenmauer sind Epitaphien eingelassen, teils aus dem 17. Jh. | 32638623 | Weitere Bilder |
| Schwalbenweg 2 52° 9′ 17″ N, 11° 2′ 29″ O    | Kirchhof           | Kirchhofgelände, als Friedhof genutzt, historische Grabmälern. Einfriedung aus Bruchstein. | 32638640 | BW             |
| Schwalbenweg 12 52° 9′ 23″ N, 11° 2′ 32″ O   | Wohnhaus           | Zweigeschossiges Fachwerkwohnhaus in Stockwerksbauweise auf verblendetem Sockel unter Krüppelwalmdach. Zweckfachwerk mit symmetrischen Abbund, mit Zweifeldstreben ausgesteift, straßenseitige Giebelseite mit Ziegelpfannen sowie Betonfaserplattenbehang. Ehemaliges Haupthaus einer Hofanlage. | 32638673 | BW             |
| Schwalbenweg 12 52° 9′ 23″ N, 11° 2′ 31″ O   | Toreinfahrt        | Massive Toreinfriedung aus Sandstein, bestehend aus Torpfeilern aus Sandsteinquadern mit profilierten Kronenabdeckungen und Prellsteinen, sowie nördlichen Durchgang in Rundbogenform mit profilierten Sockel und Kapitellen. | 32638690 | BW             |

## Außerhalb
| Lage                                        | Bezeichnung                 | Beschreibung | ID       | Bild |
| ------------------------------------------- | --------------------------- | --- | -------- | ---- |
| B 1 52° 13′ 40″ N, 10° 58′ 46″ O            | Straßenbrücke Großer Graben | Rundbogenbrücke über einen kleinen Wassergraben, den sogenannten Großen Graben, circa 500 m südwestlich der Helmstedter Lübbensteine. 1851 im Zuge des Straßenbaus in Natursteinquadermauerwerk errichtet. Brüstung zur Asphaltstraße aus Natursteinplatten. | 32699566 | BW   |
| B 244, km 4,450 52° 15′ 56″ N, 10° 59′ 3″ O | Berliner Meilenstein        | | 32662916 | BW   |
| B 244 52° 13′ 4″ N, 11° 0′ 10″ O            | Eisenbahnbrücke             | Circa 6 m breiter und hoher Sandsteinquaderbau. Der Schlussstein des Rundbogens der Straßenunterführung kragt auf der südöstlichen Seite leicht heraus. Die beidseitigen Futtermauern setzen an der Schöninger Straße knapp an der Öffnung der Unterführung an und laufen schräg nach außen ins Gelände. Die Brückenbahn ist zweigleisig.                        | 32699608 | BW   |
| Elzweg 52° 13′ 13″ N, 10° 59′ 21″ O         | Sandsteinplattenbrücke      | Brücke über den Wassergraben „Großer Graben“ auf dem einspurigen Elzweg. Mittig ein abgerundeter Steinpfeiler als Auflager für die großen den Graben überspannenden Sandsteinplatten. Mit Bewehrungseisen an der mittleren Steinschicht des Auflagers befestigte Betonplatten sind als Brüstung auf beiden Seiten der Brückenbahn aufgesetzt. Kopfsteinpflaster. | 37991855 | BW   |
| Westendorf 52° 10′ 12″ N, 11° 0′ 46″ O      | Gefallenendenkmal           | | 32638428 | BW   |